# Pericallia tricolor
Pericallia tricolor är en fjärilsart som beskrevs av Arnold Pagenstecher 1888. Pericallia tricolor ingår i släktet Pericallia och familjen björnspinnare. Inga underarter finns listade i Catalogue of Life.